# كيث ريغ
كيث ريغ (21 مايو 1906 في أستراليا - 28 فبراير 1995) (بالإنجليزية: Keith Rigg)‏ هو لاعب كريكت أسترالي. شارك مع منتخب أستراليا الوطني للكريكت. أما مع فريق رياضي، فقد لعب مع فريق فكتوريا للكريكت.

## وصلات خارجية
- كيث ريغ على موقع إي آس بي آن كريك إنفو (الإنجليزية)